# MySpell
MySpell – korektor pisowni pakietu OpenOffice.org, od marca 2006 zastąpiony przez Hunspella

## Pochodzenie
MySpell został stworzony przez Kevina Hendricksa w celu integracji różnych korektorów pisowni open source w Open Office. Za namową Kevina Atkinsona, twórcy Pspella i Aspella, nowy korektor pisowni został napisany w C++. MySpell jest także wzbogacony o kompresję afiksów opartą na Ispellu.

## Zastosowanie
MySpell jest obecnie używany przez poniższe programy:
- AbiWord
- Mozilla Thunderbird
- Mozilla Firefox od wersji 2.0 i starsze wersje wraz z rozszerzeniem SpellBound